# Parafia Niepokalanego Serca Maryi w Wiślinie
Parafia Niepokalanego Serca Maryi w Wiślinie – parafia rzymskokatolicka, znajdująca się w archidiecezji gdańskiej, w dekanacie Żuławy Steblewskie.